# Alicia Kearns
Alicia Alexandra Martha Kearns est une femme politique du Parti conservateur britannique. Elle est députée pour Rutland et Melton depuis 2019.

## Jeunesse et carrière
Kearns grandit dans le Cambridgeshire et fréquente l'école polyvalente, Impington Village College. Au cours de son adolescence, elle est membre du Parlement des jeunes du Royaume - Uni et militante d'Amnesty International. Elle étudie les sciences sociales et politiques au Fitzwilliam College, Cambridge, obtenant son diplôme en 2009. À l'université, elle participe à des productions théâtrales étudiantes .
Kearns travaille dans des postes de communication au ministère de la Défense (MOD), au ministère de la Justice (MoJ) et au ministère des Affaires étrangères et du Commonwealth (FCO). Elle est l'attachée de presse principale pour la contribution du MOD à la campagne référendaire pour l'indépendance écossaise de 2014 et les campagnes de communication du gouvernement en Syrie et en Irak pour le FCO. Au ministère de la Justice, elle travaille comme attachée de presse du ministre des victimes. Kearns devient directrice des services à la clientèle du cabinet de conseil en communication stratégique Global Influence en 2016 ,. Elle est ensuite consultante indépendante .

## Carrière parlementaire
Kearns est sélectionnée comme candidate conservatrice pour Rutland et Melton le 8 novembre 2019. C'est un siège conservateur théoriquement sûr, ayant été représenté par un membre du parti depuis la création de la circonscription en 1983. Elle s'était déjà présentée aux élections générales de 2017 dans le siège travailliste sûr de Mitcham et Morden et figurait également dans la liste finale des mêmes élections pour le siège conservateur sûr de Chelmsford, mais perd la sélection au profit de l'eurodéputée de l'époque Vicky Ford. Elle est élue aux élections générales de 2019 avec une majorité de 26924 voix. Kearns est membre du Comité spécial des affaires étrangères depuis mars 2020. Elle fait également partie du comité de pilotage du China Research Group.
Kearns est partisan des droits des transgenres et, en août 2020, co-écrit un article dans ConservativeHome avec sa collègue députée Nicola Richards qui appelle le gouvernement à réformer la loi de 2004 sur la reconnaissance du genre,.
Kearns vit dans le village de Langham avec son mari et son fils.